# Schaenicoscelis elegans
Schaenicoscelis elegans är en spindelart som beskrevs av Simon 1898. Schaenicoscelis elegans ingår i släktet Schaenicoscelis och familjen lospindlar. Inga underarter finns listade i Catalogue of Life.